# Chiesa di Santa Maria Maddalena (Nimis)
La Chiesa di Santa Maria Maddalena è un edificio di culto cattolico sito nel comune di Nimis, in provincia di Udine.
L'edificio è posto nelle vicinanze dai resti del Castello di Cergneu, ed è facilmente raggiungibile a piedi in pochi minuti partendo dall'abitato di Cergneu Inferiore. 

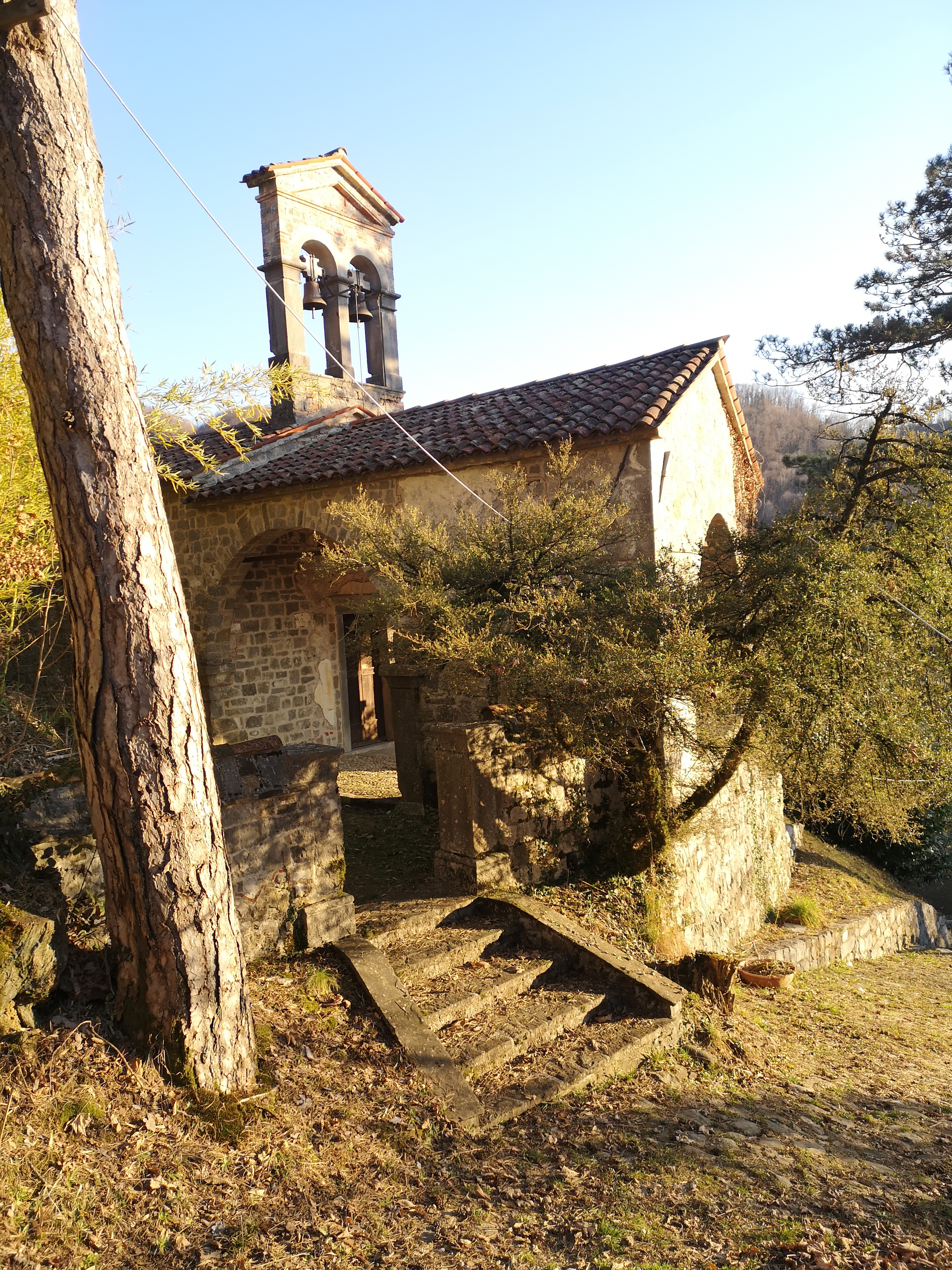

## Storia
La chiesa fu costruita nel 1323 da Pietro, Giovanni e Corrado di Cergneu, discendenti della famiglia dei Savorgnano.
In origine fu dedicata ai Santi Pietro e Paolo e solo in seguito, nel XV secolo, fu consacrata a Santa Maria Maddalena.
Nel corso dei secoli la chiesa, più volte danneggiata dai frequenti terremoti che si verificano in questa zona, venne sottoposta a lavori di restauro. L'ultimo intervento risale agli anni successivi al terremoto del Friuli del 1976.

## Descrizione
La chiesa è posta sulle pendici di una montagna e ad essa si accede tramite una stretta scalinata in pietra a settentrione.

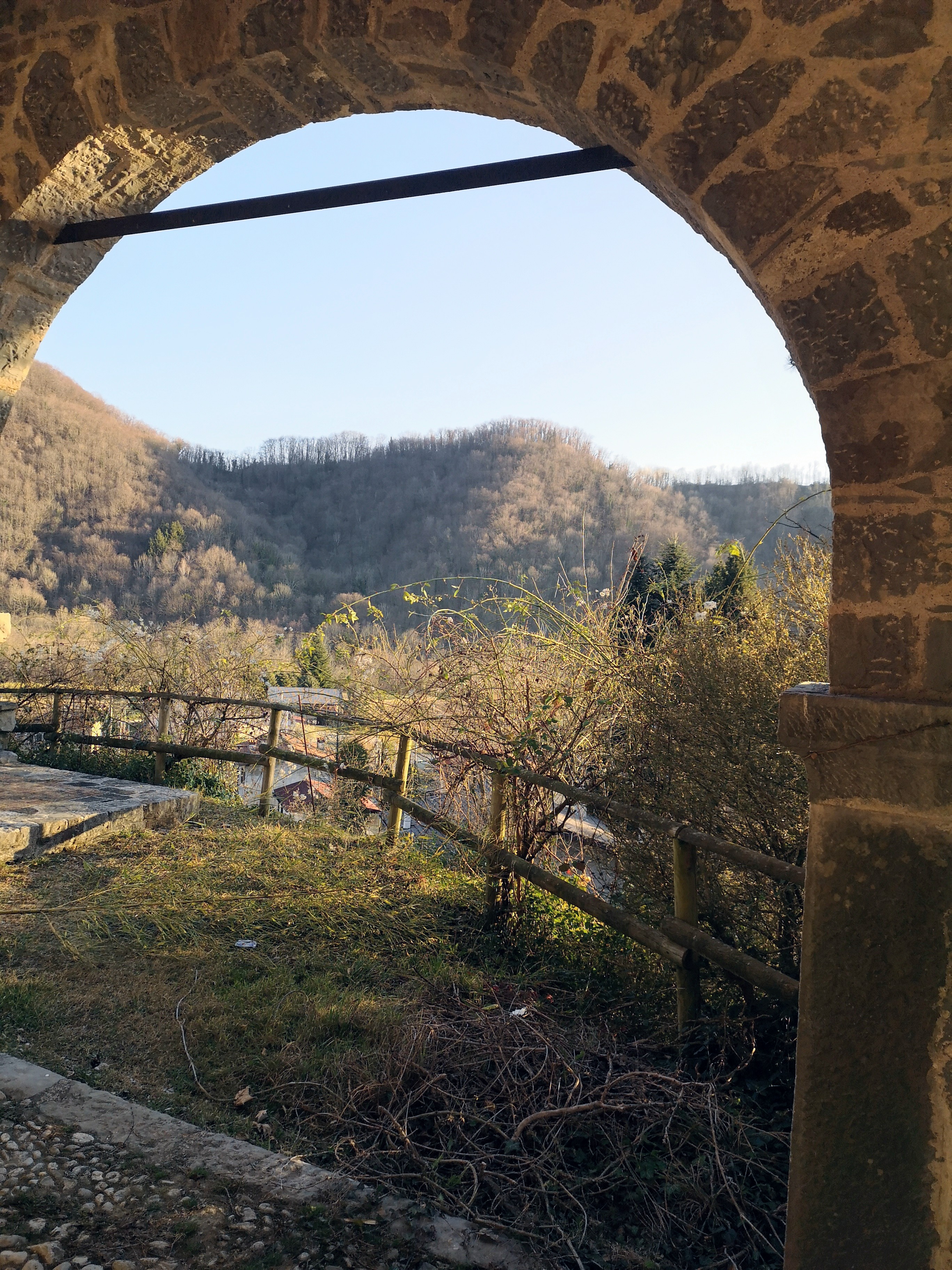

Antistante l'aula c'è un ampio porticato, a pianta grossolanamente quadrata, con tre aperture ad arco a tutto sesto su tre lati; due di queste aperture sono provviste di muretto su cui ci si può sedere, mentre la terza, posta a settentrione, permette l'accesso all'edificio sacro.
La facciata dell'edificio è a capanna ed è sormontata nel suo punto più alto da una bifora campanaria.
All'aula si accede attraverso un portale in pietra. L'aula, a pianta rettangolare, presenta il resto di alcuni affreschi su tre pannelli posti sulle pareti ed è separata dal presbiterio da un arcosanto a tutto sesto. Due piccole finestre a meridione permettono alla luce di entrare mentre una porta secondaria in pietra si apre all'incirca a metà dell'aula sempre a meridione.
Il soffitto dell'aula è a vista con capriate in legno e tavelline in cotto.
Il presbiterio, a pianta quadrata, rialzato di un gradino e di dimensioni ridotte rispetto all'aula presenta al centro l'altare in pietra. C'è una finestra rettangolare a meridione.
La chiesa è priva di sacrestia e di torre campanaria.
Il pavimento di tutto l'edificio è fatto con mattonelle in cotto.

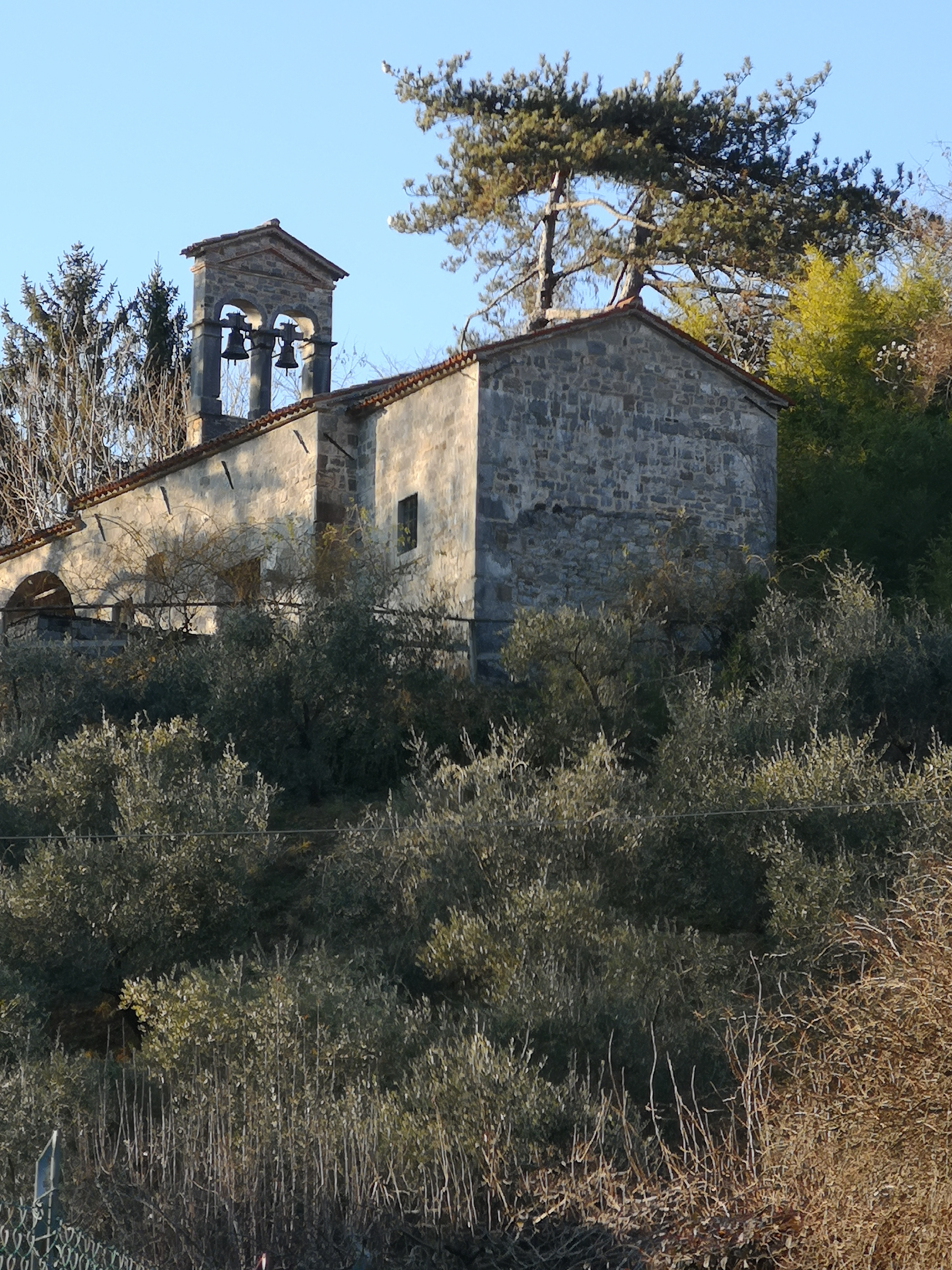